# Stephanie Brown-Trafton
Stephanie Brown-Trafton (San Luis Obispo, 1. prosinca 1979.) američka je bacačica diska. Na OI 2008. u Pekingu osvojila je zlatnu medalju, ispred srebrne Yarelys Barrios i brončane Olene Antonove. 

## Rezultati s velikih natjecanja
| Godina | Natjecanje                            | Mjesto | Duljina |
| ------ | ------------------------------------- | ------ | ------- |
| 2008.  | OI 2008. u Pekingu                    | 1.     | 64,74 m |
| 2008.  | Svjetsko atletsko finale u Stuttgartu | 3.     | 62,23 m |
| 2009.  | SP u Berlinu                          | 12.    | 58,53 m |
| 2009.  | Svjetsko atletsko finale u Solunu     | 6.     | 59,66 m |
| 2011.  | SP u Daeuguu                          | 5.     | 63,85 m |
| 2012.  | OI 2012. u Londonu                    | 8.     | 63,01 m |

## Vanjske poveznice
- Stephanie Brown Trafton (iaaf.org)